# 夢ら丘実果
夢ら丘 実果（むらおか みか、1968年1月13日 - ）は、日本の画家、絵本作家。
1968年東京都世田谷区生まれ。都立芸術高等学校、青山学院大学を経て、1993年から画家としての活動を開始。現在、株式会社シュガー（社団法人日本広告制作協会賛助会員）に所属している。ロンドン、パリ、ボローニャ、北京、ニューヨーク、ロサンジェルス、ブエノスアイレス、リオデジャネイロ等の世界各国の都市で展示会を開催している。2007年タイ王国国王陛下御生誕80周年記念メモリアルポストカードの原画にガーデンの絵が採用。Heart Art in TOKYO 2008 第11回エイズチャリティー美術展では、東京都医師会賞を受賞。2008年にはチェコ共和国国立美術館ヴェレトゥルジュニー宮殿にて原画が展示され、チェコ平和芸術親善大使に就任している。猫やガーデンなど、「癒し」をテーマにした作品が多い。

## 書籍
- 「とどけ、みんなの思い」新日本出版社、2014
- 「そよ風に誘われて 夢ら丘実果画集」愛育社、2007
- 「カーくんと森のなかまたち」ワイズ・アウル、2007
- 「ぜんそくさん、ありがとう みかこの星の絵の具」（文・英訳-JIN）愛育社、2006
- 「ゆきとネアルコ」（文-加藤泰央）愛育社、2000